# 豐川信用金庫事件

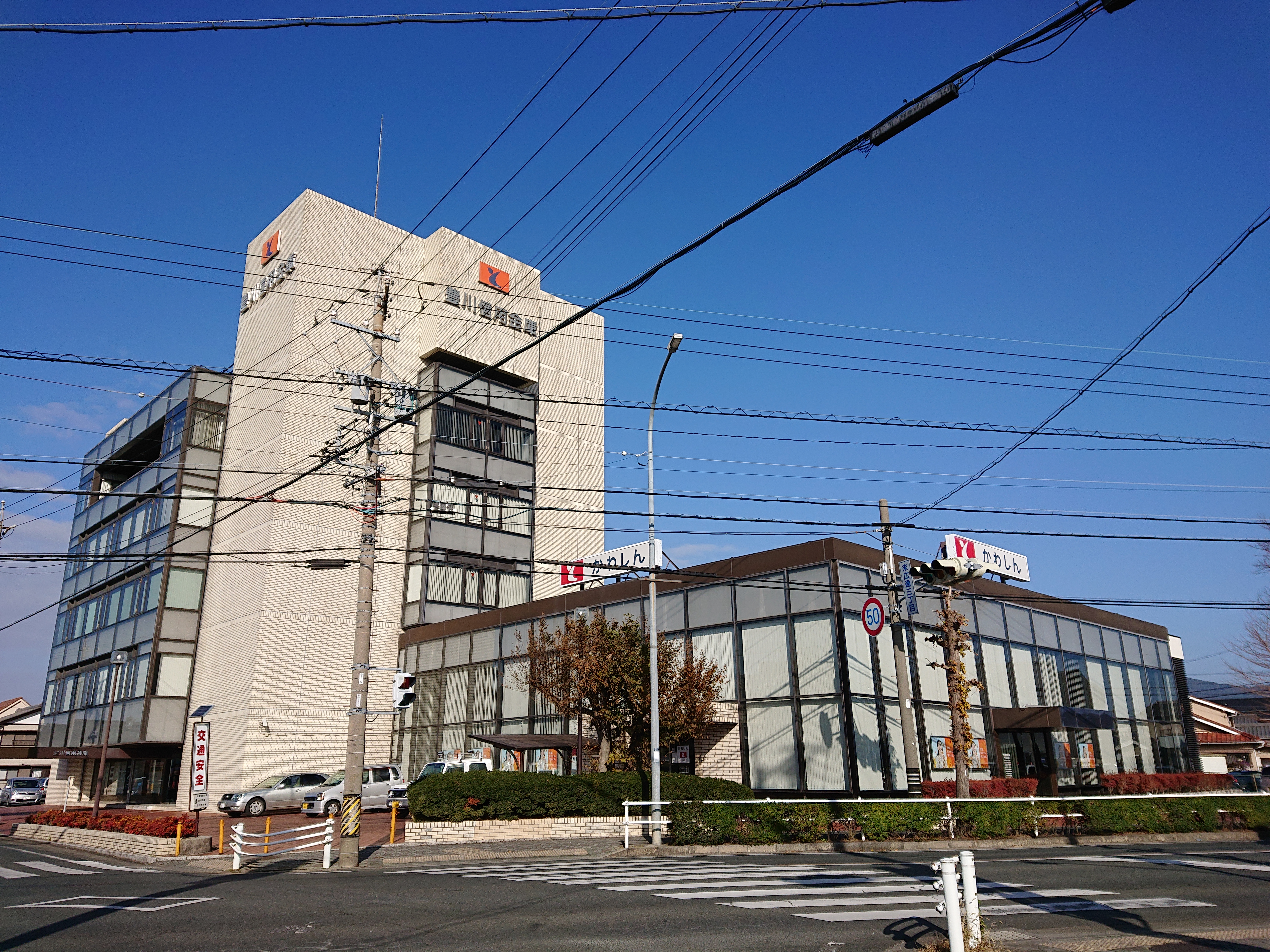
愛知縣豐川市的豐川信用金庫總部

豐川信用金庫事件（日语：／）是一起發生於1973年12月的日本愛知縣小坂井町（現為豐川市）擠兌事件。當時的小坂井町及周邊地區謠傳當地的豐川信用金庫（日语：／）即將倒閉，導致存戶恐慌性提款，最終擠兌金額高達20億日圓（相當於2025年的57億日圓）。
日本警方介入調查後，確認本案並非欺詐；而是源於高中生的閒聊在層層轉述後，變成「信用金庫要倒閉」的謠言，不具犯罪性。由於本案的謠言傳播過程受到詳盡記錄，因此在日本的心理学與社会学領域常引用該事件為研究案例。

## 事件經過
第一天12月8日（星期六）
日本国有鐵道飯田線的列車内，一名女子高中生A剛確定要到豐川信用金庫工作，朋友B與C開玩笑對她說：「信用金庫很危險喔！」這句話的原意並非指信用金庫的經營狀況不好，而是說金融機構容易被搶匪盯上，但A卻誤以為是指信用金庫可能會倒閉。當天晚上，A向親戚D詢問「信用金庫真的很危險嗎」。A並未指明具體的金融機構名稱，但D自行判斷就是豐川信用金庫，打電話向住在該機構附近的親戚E詢問「豐川信用金庫是不是真的有問題」。
第二天12月9日（星期日）
E向經營美容院的F表示「豐川信用金庫好像有點危險」。
第三天12月10日（星期一）
F與親戚G閒聊時，剛好被在場的洗衣店老闆H聽見，H回家後又告訴了自己的太太I。
第四天12月11日（星期二）
小坂井町的家庭主婦們開始討論這個傳言，甚至連路人都聽到了。這時，流言已經成爲「豐川信用金庫岌岌可危」的斷定語調。。
第六天12月13日（星期四）
J在H的店鋪借電話，向另一人指示「從豐川信用金庫取出120萬日圓」。J並不知曉上述流言，僅是因工作需要才取款。聽到通話的I卻將此事誤解爲該信用金庫將要破產而取款，慌張地從同一信用金庫取出180萬日圓。H和I都向熟人告知。得知此事的一名業餘無線電愛好者使用無線電將傳言大範圍散播。之後，59名儲戶湧向信用金庫的窗口，取出約5000萬日圓現金。據向該信用金庫小坂井支店運送乘客的出租車司機之證言，中午的乘客提到「豐川信用金庫好像有點危險」、14時30分的乘客說「危險」、16時30分左右的乘客則說「要崩潰」、夜間的客人已經表示「明天那扇卷簾門就不會再升起」，傳言隨時間經過愈發誇張。
第七天12月14日（星期五）
為了平息存戶的不安，豐川信用金庫發表了聲明，但部分內容被誤解，使得恐慌進一步加劇。信用金庫為了加快現金提款流程，特別調整了作業方式，卻被曲解為：「存款1萬日圓以下會被沒收」、「不付利息正是因爲經營不當」。甚至有人看到警察在門口維持秩序，便謠傳「警察正在強制查封豐川信用金庫」。也有存戶聽到「倒閉清算說明會」的傳言後，氣急敗壞地跑來詢問，甚至有人在拿到整理券後大聲斥責：「給我這個有什麼用」，情勢更加混亂。
同一天，更多誇張的謠言出現，包括「員工貪汙公款」、「有職員捲款5億日圓逃走」、「理事長因壓力過大自殺」等。豐川信用金庫緊急請求媒體協助，於是從14日下午到15日清晨，報社與電視台陸續報導此事是謠言，希望能讓事態平息。當時的報紙標題包括：《朝日新聞》：「5000人被謠言牽著走」、《讀賣新聞》：「謠言引發擠兌恐慌」、《每日新聞》：「謠言讓人們驚慌失措」等。日本銀行為了安撫存戶，立即召開記者會，強調豐川信用金庫的經營並無問題，並透過日銀名古屋分行緊急調撥現金支援。豐川信用金庫同時在總行大金庫前擺放由日銀送來的大筆現金，疊成高約1公尺、寬5公尺的鈔票牆，作爲讓存戶安心的宣傳。
第八天12月15日（星期六）
店門口張貼了全國信用金庫聯合會與全國信用金庫協會的聯名公告，並派出常務理事親自向存戶說明情況。這些措施逐漸發揮作用，騷動趨於平息。然而，也有部分存戶直到看到新聞報導後才知道這場擠兌風波，反而趕來提款，使得事態尚未完全結束。
第九天12月16日（星期日）
警方正式公布完整的謠言傳播路徑，並在NHK晚間新聞中進行報道。
第十天12月17日（星期一）
各大報紙刊登了警方的調查結果，指出這起事件的起因僅僅是一場誤會。然而，直到12月22日，仍有人不願相信官方說法，繼續質疑豐川信用金庫應該已經倒閉，甚至有人懷疑「三人的流言不可能演變成這樣的事件，背後應是有組織的陰謀，警察的發表衹是政治需要」。即使官方與媒體都已澄清，這些陰謀論仍未能立即消失。

## 事件解決
豐川信用金庫的擠兌風波持續擴大，甚至有波及其他信用金庫的可能性。當時正在外地旅行的全國信用金庫聯合會理事長兼城南信用金庫理事長小原鐵五郎得知此事後，立即做出判斷：如果不及時應對，恐怕會導致更大規模的金融恐慌。因此，他決定全力穩住存戶信心，並指示信用金庫採取一系列應對措施。
首先，他下令從日銀名古屋分行調撥大筆現金，並直接把這些現金堆在總行的金庫前，形成一堵高1公尺、寬5公尺的鈔票牆，讓所有人都能看到。這種視覺衝擊讓許多存戶放下疑慮。其次，他要求在所有分行張貼公告，內容寫著：「豐川信用金庫的資金充足，全國信用金庫聯合會也會支援，如果需要現金，請儘管提款，沒有任何問題」。透過這種方式，他成功讓存戶相信「有這麼多現金在這裡，不必急著領錢」。
接下來，為了讓存戶親自確認信用金庫的狀況，他特別安排存戶直接致電日本銀行（日銀）與大藏省（現財務省），讓官方親自回應「豐川信用金庫的經營狀況完全沒有問題」，甚至還把這些通話錄音直接在營業廳內播放，以確保所有人都能聽到來自官方的保證。還決定延長營業時間，並明確指示「不管營業時間到了幾點，只要還有客人在排隊，絕對不能關門」。這項措施的用意在於打破「銀行提早關門＝資金不足」的錯誤印象，避免進一步引發恐慌。
內部管理方面，他知道如果員工自己都不安，謠言只會繼續擴散，因此特別帶領員工查看金庫裡的現金存量，並告訴他們現金非常充足，不用擔心。這讓員工在面對親友詢問時，能夠自信地表示信用金庫沒問題，有效遏止進一步的謠言傳播。
最後，他與媒體積極合作，透過報紙、電視、廣播反覆強調這只是「一場毫無根據的謠言」，讓公眾逐漸意識到自己被誤導。經過這些措施，擠兌的情況逐漸趨緩，存戶開始放心，擠兌潮終於平息，這場由一句玩笑話引發的金融危機得以成功化解。

## 影響因素
這場擠兌風波之所以會演變成嚴重的金融恐慌，主要是受到以下幾個因素的影響：
首先，當時正值第一次石油危机，整個社會對經濟狀況普遍感到不安。在這之前不久，日本才剛爆發衛生紙搶購潮，當時人們瘋狂囤積衛生紙，導致商品缺貨，這樣的背景讓社會對任何風聲都變得特別敏感，也更容易被不實消息煽動。
其次，謠言的傳播方式屬於典型的「傳聲筒效應」，也就是人們在口耳相傳的過程中，資訊會不斷變形、誇大，導致內容與最初的事實完全不同。一開始只是一句無心的玩笑話：「信用金庫很危險」，結果經過層層轉述後，變成「信用金庫快倒了」，最後甚至演變為「理事長自殺、員工捲款潛逃」的驚悚故事。這種傳話遊戲效應（類似台灣常說的「以訛傳訛」），讓謠言變得越來越逼真。
此外，當地居民的「集體記憶」也讓這場風波更容易被相信。1966年，距離小坂井町不遠的愛知縣豐橋市，曾發生過某間金融機構倒閉，導致存戶血本無歸的事件。許多當時受害的民眾，這次一聽到「信用金庫有危險」，便立刻聯想到自己過去的損失，讓恐慌心理瞬間擴大。尤其是謠言傳播鏈中的某位洗衣店老闆H，他本人就是1966年金融倒閉的受害者，所以當他聽到J打電話說「從豐川信用金庫領錢」，便立刻認定「大事不妙」，趕快動員身邊的人也去提款，進一步強化了恐慌情緒。
另外，這起事件也展現出「交叉訊息強化效應」，也就是說，當一個人從不同的管道聽到同樣的消息時，就會更容易相信它是真的。這次謠言並非單一來源，而是透過鄰居、親友、商店老闆、無線電台等多種方式擴散，很多人可能在一天內聽到好幾次「豐川信用金庫快倒了」，因此開始相信「這應該不是空穴來風」。
最後，人們對存款保險制度的認識不足，也讓這場風波難以平息。事實上，日本早在1971年就已經施行《存款保險法》，確保每位存戶最高可獲得100萬日圓的存款保障，但當時一般民眾對這個制度並不熟悉。有人甚至誤以為「如果信用金庫倒閉，錢就全部拿不回來」，因此寧願搶在第一時間把錢全部領走，進一步加劇了擠兌潮。而且，儘管後來有部分存戶知道這是謠言，但他們反而選擇存回更多的錢，因為他們認為：「既然現在利率沒有變動，這表示信用金庫還撐得住，那乾脆趁這個機會多存一點。」這種「反向擠兌」的行為，雖然有助於穩定存款，但也讓事態變得更加混亂。

## 脚注
1. ↑  . www.inflationtool.com.   [2025-02-15].
2. 1 2 3  伊藤陽一, 小川浩一 & 榊博文 1974a，第74頁.
3. ↑  関谷直也 2011，第129頁.
4. ↑  伊藤陽一, 小川浩一 & 榊博文 1974a，第74-75頁.
5. 1 2 3 4 5  伊藤陽一, 小川浩一 & 榊博文 1974a，第75頁.
6. 1 2  伊藤陽一, 小川浩一 & 榊博文 1974a，第76頁.
7. 1 2  沼田健哉 1989，第112頁.
8. 1 2 3  沼田健哉 1989，第113頁.
9. ↑  伊藤陽一, 小川浩一 & 榊博文 1974a，第71頁.

1. ↑  『特命リサーチ200X』では、この発言は「田舎の信用金庫は都市銀行に比べると経営が不安定ではないか」という意味だったとしている[WEB 1]。

1. 1 2 3 4 5 6 7 8 9 10  . 日本テレビ. 1998-12-06  [2019-09-13]. （原始内容存档于2006-10-05）.

1. ↑  . 朝日新聞 夕刊 (東京). 1973-12-15: 19 （日语）.
2. 1 2  . 読売新聞 朝刊. 1973-12-15: 19 （日语）.
3. ↑  . 毎日新聞 朝刊 (東京). 1973-12-15: 19 （日语）.
4. ↑  . 中日新聞 朝刊. 2015-11-11: 6 （日语）.